# Gustav Platzhoff

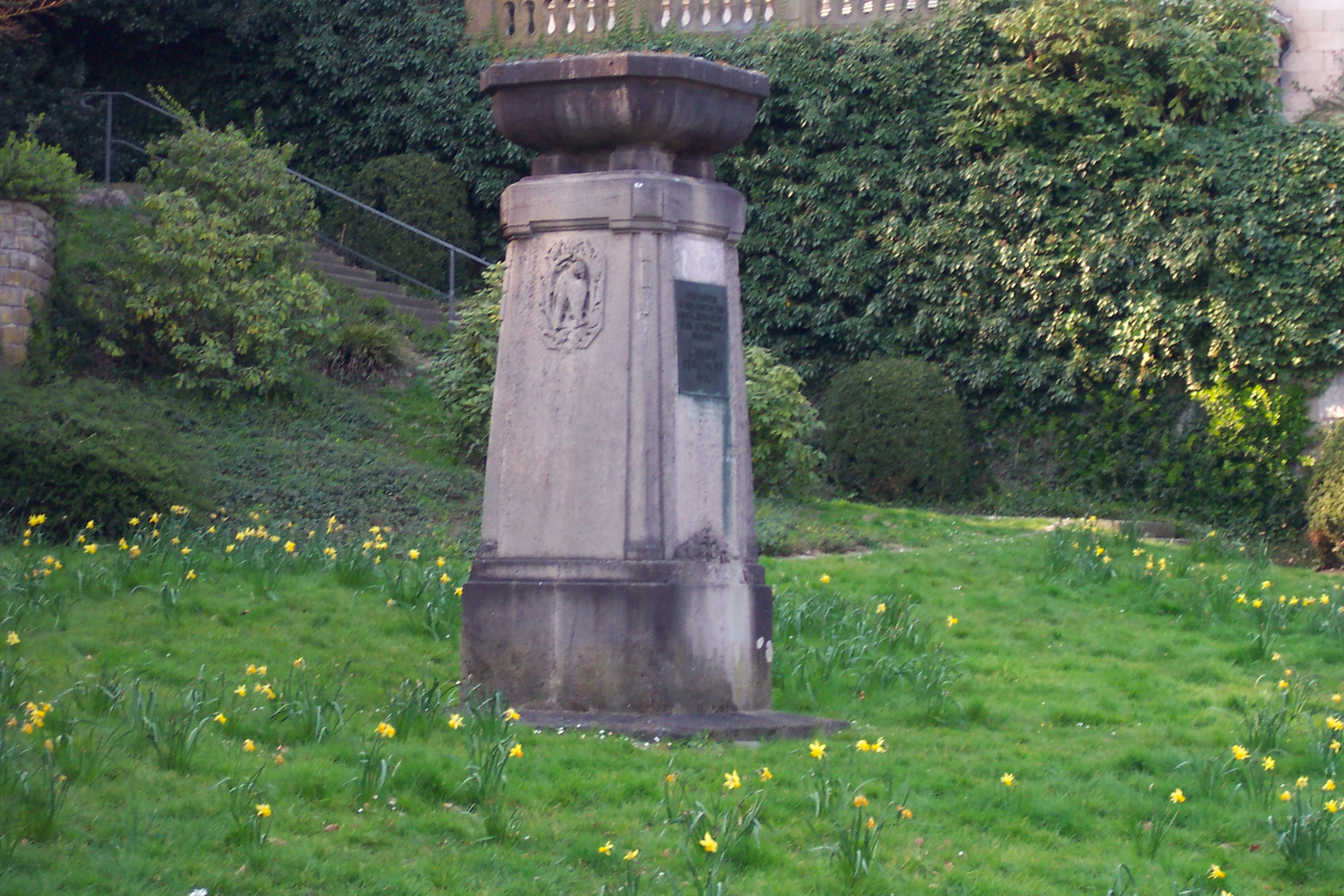
Denkmal, errichtet zu Ehren Gustav Platzhoffs

Gustav Platzhoff (* 19. Mai 1821 in Elberfeld; † 7. Oktober 1887 ebd.) war ein deutscher Kaufmann und Unternehmer.

## Leben
Gustav Platzhoff wurde 1821 als Sohn von Friedrich Platzhoff (1791–1859) und Johanna Theresia, geb. Bemberg, (1794–1858) geboren. Seiner Familie gehörte die erfolgreiche Färberei seines Großvaters Johann Peter Bemberg (1758–1838), aus der später das Kunstseide-Unternehmen J. P. Bemberg entstand. Er besuchte das Gymnasium in Elberfeld. Gustav Platzhoff wurde Teilhaber des Familienunternehmens, das 1865 von Elberfeld nach Oberbarmen in die Öhde verlegt wurde.
Als Stadtverordneter war er 1853 bis 1861 tätig, als Beigeordneter von 1864 bis 1878. Er war Förderer des von ihm mitgegründeten Elberfelder Verschönerungsvereins und dessen Vorsitzender von 1870 bis 1881.
Im Ottenbruch erbaute er sich ein Wohnhaus (Gut Ottenbruch), umgeben von einer großen Parkanlage. Auf dem Gelände ließ Platzhoff Straßen anlegen, beispielsweise die Sadowastraße, die zum Zentrum des Briller Viertels wurde, und die nach ihm benannte Platzhoffstraße.
1910 wurde ihm zu Ehren und wegen seiner Verdienste um den Verschönerungsverein ein Denkmal in der Platzhoffstraße errichtet.